# Cadre-45/2-Weltmeisterschaft 1924

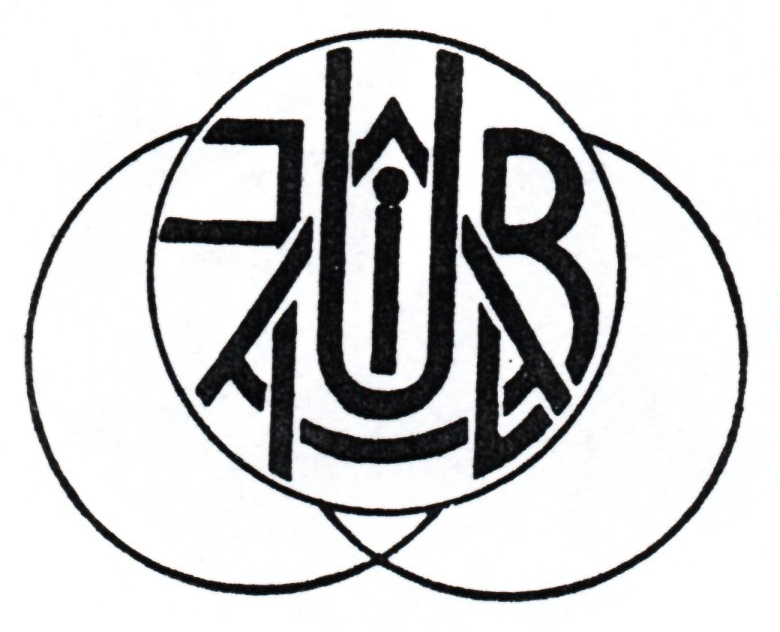
Logo UIFAB (ausrichtender Verband)

Veranstaltungsort: Paris

Die Cadre-45/2-Weltmeisterschaft 1924 war die 17. Weltmeisterschaft, die bis 1947 im Cadre 45/2 und ab 1948 im Cadre 47/2 ausgetragen wurde. Das Turnier fand vom 28. April bis zum 5. Mai 1924 in Paris in Frankreich statt. Nach der Umbenennung der Fédération Internationale des Amateurs de Billard (FIAB) in Union Internationale des Fédérations des Amateurs de Billard (UIFAB) übernimmt diese zum ersten Mal die Ausrichtung und wird dies bis 1959 tun, wenn dann die Union Mondiale de Billard (UMB) übernimmt.

## Geschichte
Vor dem eigentlichen Turnier wurde eine Qualifikation um die Endrundenplätze 1 bis 6 gespielt. Die Spieler Charles Darantière Jacques Léger und Emile Garric spielten im Round Robin Modus einen Platz aus. Der zweite Endrundenplatz wurde in einem Spiel zwischen Albert Corty und Charles Fougeret ermittelt.
Der neue Weltmeister Albert Corty stellte in diesem Turnier einen neuen Amateurweltrekorde im besten Einzeldurchschnitt (BED) auf. Er verbesserte die alte Bestmarke aus dem Jahr 1923, aufgestellt von Charles Darantière, auf 50,00.

## Turniermodus
Es gab eine Vorqualifikation zu Ermittelung von zwei Spielern die gegen die bereits feststehenden vier Finalisten die Endrunde bestritten. Es qualifizierten sich
Albert Corty und Charles Darantière. Das ganze Turnier wurde im Round Robin System bis 500 Punkte gespielt. Bei MP-Gleichstand (außer bei Punktgleichstand beim Sieger) wird in folgender Reihenfolge gewertet:
1. MP = Matchpunkte
2. GD = Generaldurchschnitt
3. HS = Höchstserie

## Abschlusstabelle
| MP    | Match Points (Sieger = 2; Unentschieden = 1; Verlierer = 0) |
| Pkte. | Erzielte Karambolagen                                       |
| Aufn. | Benötigte Versuche                                          |
| GD    | Generaldurchschnitt                                         |
| BED   | Bester Einzeldurchschnitt eines Spielers                    |
| HS    | Höchstserie                                                 |
|       | Bester GD des Turniers                                      |
|       | Bester ED des Turniers                                      |
|       | Beste HS des Turniers                                       |
|       | 1. Platz (Gold)                                             |
|       | 2. Platz (Silber)                                           |
|       | 3. Platz (Bronze)                                           |

| Platz                      | Name               | MP   | Pkte. | Aufn. | GD    | BED   | HS  |
| -------------------------- | ------------------ | ---- | ----- | ----- | ----- | ----- | --- |
| 1                          | Albert Corty       | 10:0 | 2500  | 103   | 24,27 | 50,00 | 170 |
| 2                          | Jan Dommering      | 8:2  | 2114  | 96    | 22,02 | 35,71 | 173 |
| 3                          | Théo Moons         | 6:4  | 2388  | 123   | 19,41 | 31,25 | 184 |
| 4                          | Gustave van Belle  | 4:6  | 1899  | 91    | 20,86 | 29,41 | 133 |
| 5                          | Charles Darantière | 2:8  | 1880  | 105   | 17,90 | 26,31 | 137 |
| 6                          | Edmond Soussa      | 0:10 | 1528  | 105   | 14,55 | –     | 68  |
| 7                          | Jacques Léger      | 2:2  |       |       | 10,01 | 11,36 | 69  |
| 8                          | Charles Fougeret   | 0:2  |       |       | 13,22 | –     | 100 |
| 9                          | Emile Garric       | 0:4  |       |       | 9,15  | –     | 96  |
| Turnierdurchschnitt: 17,59 |                    |      |       |       |       |       |     |

## Herausforderungsmatch
Auch in diesem Jahr gab es ein Herausforderungsmatch. Es fand vom 29.–31. Januar 1925 in Marseille, dem Heimatort von Albert Corty statt. Gespielt wurden wieder drei Abschnitte bis 500 Punkte. Zwei Abschnitte gewann der Franzose. Einen Abschnitt gewann Jan Dommering. Corty erzielte mit 258 einen neuen Amateurweltrekord in der Höchstserie (HS). Dieser Rekord wurde abschnittsübergreifend über zwei Tage erzielt.

## Gespielte Abschnitte
| Name          | Pkte. | Aufn. | GD    | BED   | HS  |
| ------------- | ----- | ----- | ----- | ----- | --- |
| Albert Corty  | 500   | 12    | 41,66 | 41,66 | 221 |
| Jan Dommering | 232   | 11    | 21,09 | –     | 44  |

| Name          | Pkte. | Aufn. | GD    | BED   | HS  |
| ------------- | ----- | ----- | ----- | ----- | --- |
| Albert Corty  | 500   | 21    | 23,80 | –     | ?   |
| Jan Dommering | 537   | 21    | 25,57 | 25,57 | 161 |

| Name          | Pkte. | Aufn. | GD    | BED   | HS  |
| ------------- | ----- | ----- | ----- | ----- | --- |
| Albert Corty  | 500   | 24    | 20,83 | 20,83 | 112 |
| Jan Dommering | 296   | 24    | 12,33 | –     | 97  |

| Platz | Name          | Pkte. | Aufn. | GD    | BED   | HS  |
| ----- | ------------- | ----- | ----- | ----- | ----- | --- |
| 1     | Albert Corty  | 1500  | 57    | 26,31 | 41,66 | 258 |
| 2     | Jan Dommering | 1065  | 56    | 19,01 | 25,57 | 161 |